# Chimerhachiberotha acrasarii
Chimerhachiberotha acrasarii là một loài côn trùng trong họ Berothidae thuộc bộ Neuroptera. Loài này được Nel et al. miêu tả năm 2005.